# Edicole sacre di Napoli

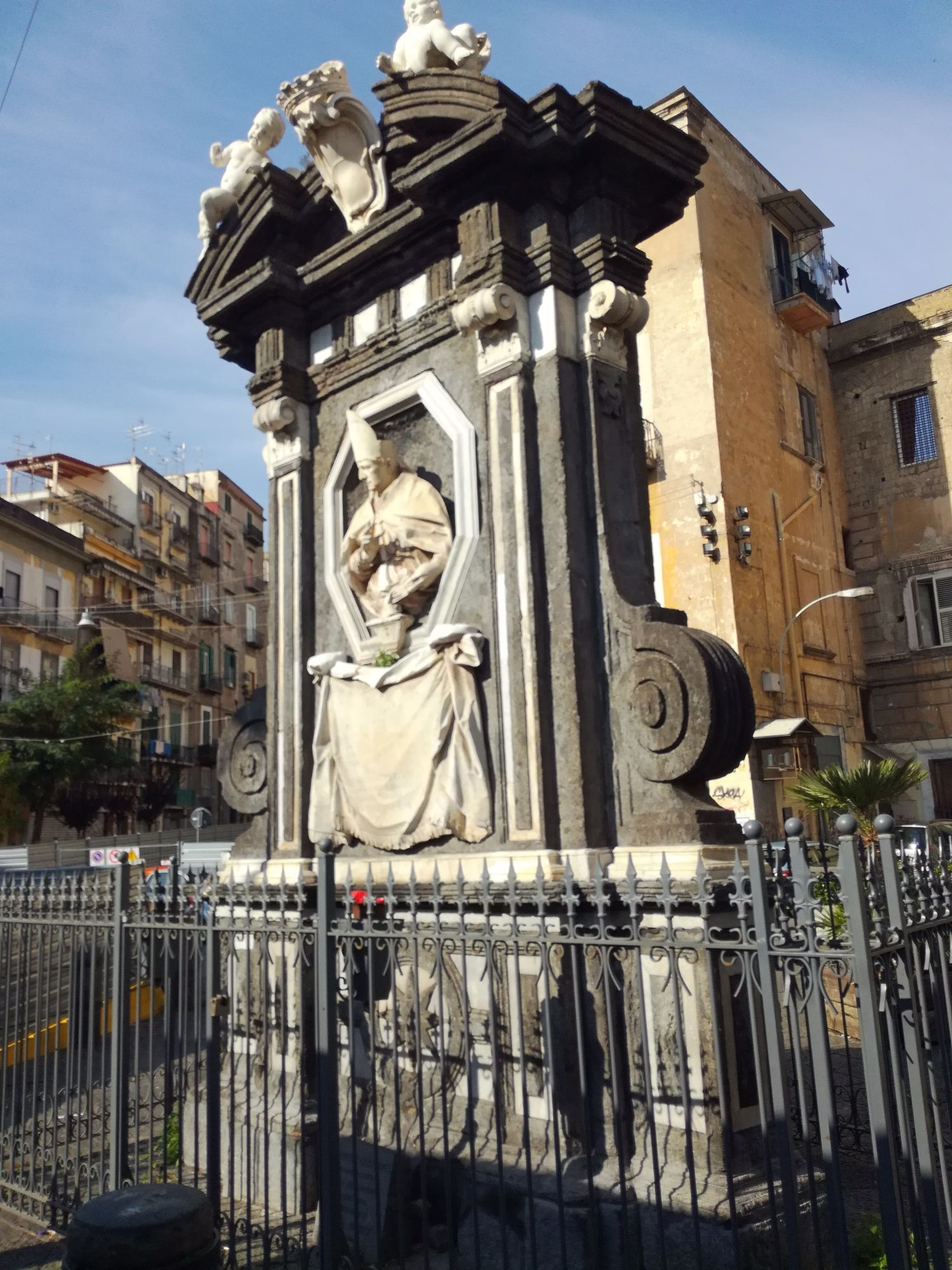
Edicola di san Gennaro (progetto di Ferdinando Sanfelice)

Le edicole sacre di Napoli sono molte centinaia e costituiscono delle pregevoli forme di arte ed architettura religiosa nate come simbolo di devozione sia privata che popolare. Esse costituiscono un pregevole patrimonio ricco di stili artistici e traggono le proprie radici in epoca antica per poi diffondersi sino ai giorni nostri.

## Storia
Le edicole sacre, considerate a lungo solo un fenomeno religioso secondario, dalla fine degli anni settanta del XX secolo ai giorni nostri hanno visto un sensibile aumento di studiosi interessati ad approfondire la loro conoscenza.
Il primo libro sull'argomento risale al 1978: Lo Spazio Sacro. Per un'analisi della religione popolare napoletana; questo testo classificò per lo più tutti i tabernacoli presenti nella zona di Montesanto (luogo dove si registra un'alta concentrazione di questo tipo di strutture) e, in particolare, rivolse i propri studi sulle varie "interpretazioni" all'interno della religione popolare.
In seguito venne pubblicato un nuovo libro che elencava tutte le edicole della zona compresa tra piazza Mancini, via C. Rosaroll, via Foria, via Pessina, via Toledo, via Sant'Anna dei Lombardi, via G. Sanfelice e corso Umberto I. Il libro, intitolato Studi per un censimento delle edicole napoletane, non fornisce alcuna risposta in merito alle origini di questi elementi architettonici, né tanto meno fornisce un'analisi antropologica. Oggi, rimane ancora molto da indagare e da svelare sull'argomento.

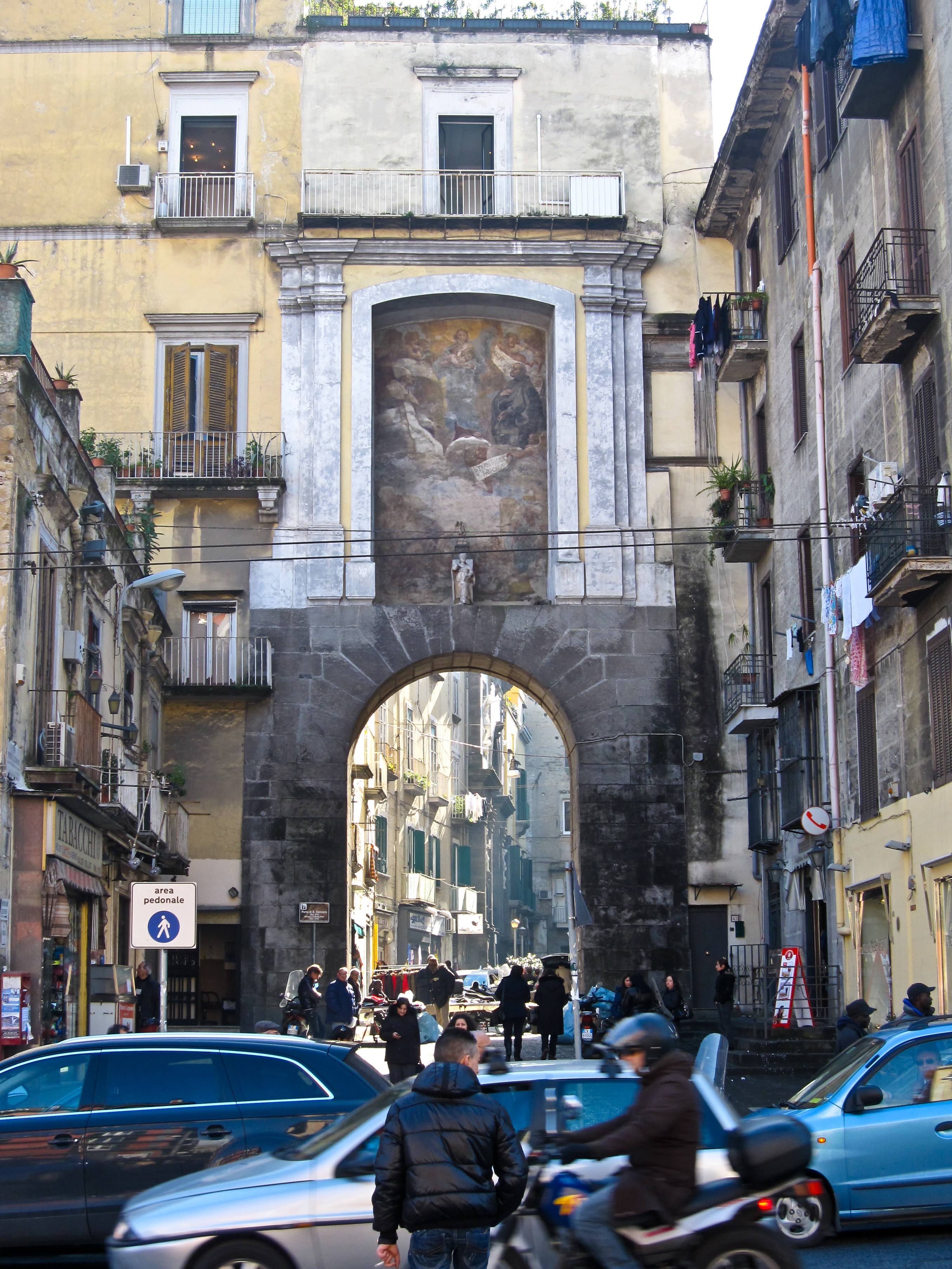
Porta San Gennaro e la sua edicola sacra (affreschi di Mattia Preti)

Le edicole napoletane sono tutte caratterizzate da immagini, salvo qualche eccezione: è il caso, ad esempio, della sopra illustrata edicola scultorea di San Gennaro, facente parte, tra l'altro, anche di una singolare tipologia costruttiva di tabernacolo.
La loro realizzazione è un fenomeno che, quasi certamente, trae le sue origini in epoca greca.
Attraverso attenti studi si è capito, infatti, che presso i greci era abitudine costruire per gli Dei altari oggetti di cura e di devozione. È molto probabile quindi che nell'antica Neapolis e nel resto dei territori della Magna Grecia, queste pratiche sacre, assieme ai costumi, alle altre usanze e credenze greche, si siano largamente divulgate. In seguito, con la gran diffusione del Cristianesimo, soprattutto grazie dell'editto di Teodosio I del 397 d.C., la pratica di costruire altari e spazi sacri è andata sempre più cimentandosi; ma, con la sola differenza che le divinità pagane, ora, venivano lentamente sostituite da importanti temi-figure cristiane.
Con lo scorrere del tempo acquisiranno ulteriori evoluzioni religiose-devozionali, soprattutto se si considera l'affermarsi di nuove ed importanti personalità cristiane (Sant'Antonio da Padova, San Vincenzo, ecc.); inoltre, architettonicamente saranno caratterizzate da particolari del tutto originali. Infine è utile ricordare che le edicole possono essere esaminate anche da un punto di vista privato e popolare, per via di differenze sociali, economiche, ambientali ed artistiche, nonché per il manifestarsi, attorno ad esse, di credenze popolari e superstizioni.
Durante il periodo di regno di Carlo III di Borbone, il fido consigliere Padre Rocco incoraggiò la diffusione delle edicole votive, oltre che per utilizzarle come fenomenale mezzo di evangelizzazione anche per creare la prima "rete" di illuminazione stradale. Infatti, consentendo l'aumento delle edicole votive soprattutto nei bui vicoli della Città, si incrementò anche l'illuminazione grazie ai tanti ceri e lumini che il popolo accendeva davanti alle immagini sacre che in queste edicole venivano poste. Ad ogni angolo di vicolo e lungo il suo percorso, dalle prime ore della sera si accendevano pertanto decine di piccole fiammelle che illuminavano, in qualche modo, le stesse stradine napoletane.
Un altro aspetto non secondario di devozione popolare è quello delle edicole contenenti quelle particolari statuine in terracotta policroma raffiguranti uomini e donne nudi avvolti in parte dalle fiamme. Queste figure sono le "anime pezzentelle" ovvero le anime dei defunti che bruciano nelle fiamme del Purgatorio e che chiedono ai passanti di pregare per loro al fine di garantisi l'accesso al Paradiso. Le figure raffigurate in queste particolari edicole sono persone veramente esistite e che i loro parenti hanno voluto far effigiare dagli artigiani presepiali soprattutto di Via San Gregorio Armeno per consentire a tutti i passanti di pregare per loro, al di là della durata temporale dell'esistenza terrena dei committenti stessi.

### Edicole sacre a confronto

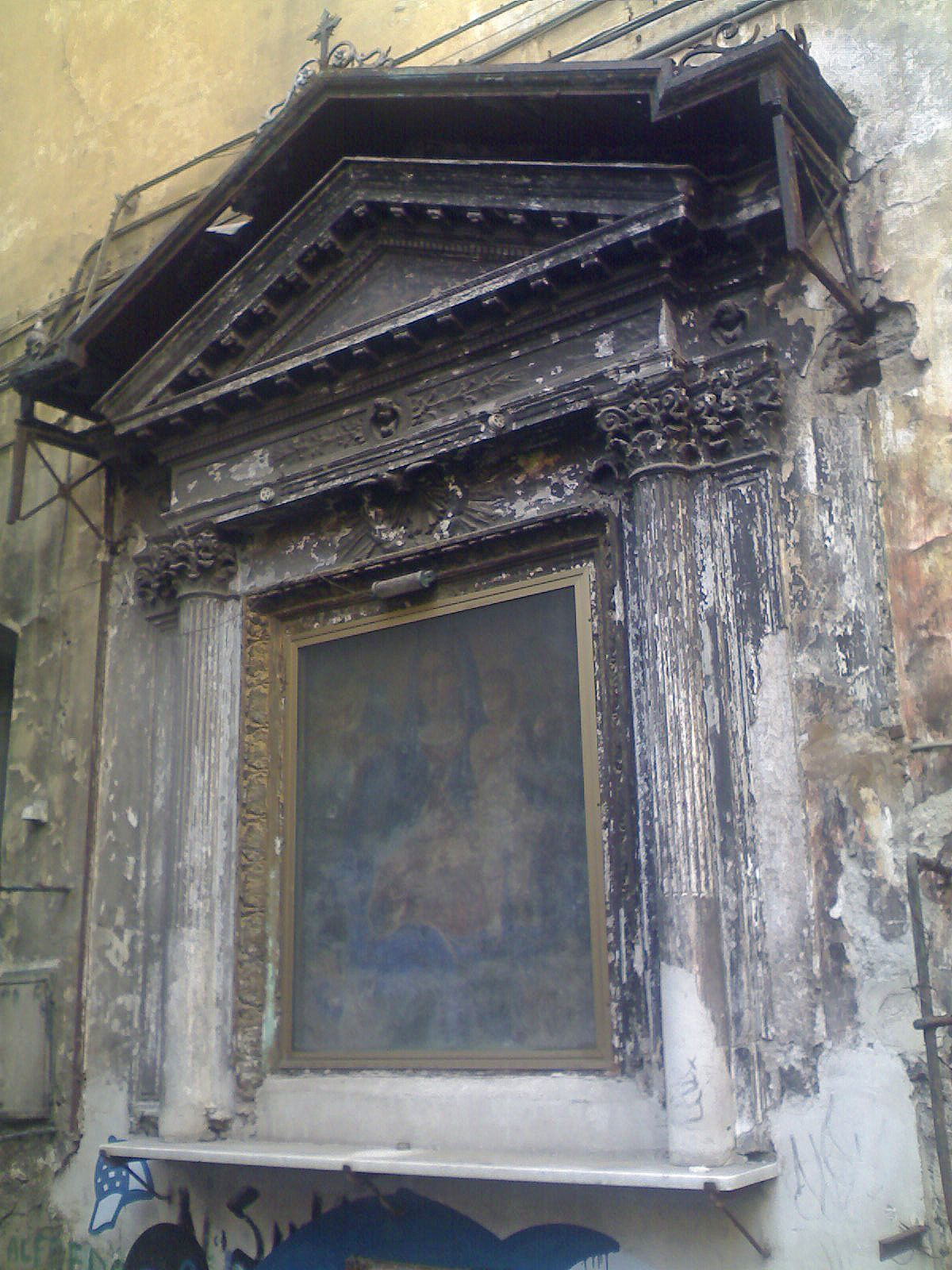
Una classica edicola a tempio, nelle immediate vicinanze di Santa Maria la Nova risalente al 1884

Anche se in altre numerose città italiane è esistito questo fenomeno (a Palermo, a Roma, a Genova, ecc.), queste mostrano rilevanti differenze dalle edicole storiche napoletane. Le prime, ad esempio, sono caratterizzate per lo più da cornici ovali sporgenti, da ricche decorazioni, plasticamente sagomate e situate solitamente agli angoli dei palazzi; inoltre, da un punto di vista sociale, vengono costruite grazie ad eventi miracolosi (immagini che sanguinano, ritrovate, piangenti, ecc.).
Le seconde, invece, mostrano caratteri architettonici del tutto particolari (rettangolari a nicchia, a tempio ed altre forme); inoltre, soprattutto alcune di grandi dimensioni, sono delle vere e proprie pseudo-cappelle, piccoli edifici di culto (come nel caso dell'edicola sacra dedicata alla Madonna del Rosario, in via Trinità Maggiore).
Altra differenza è che le edicole napoletane non furono erette per via di prodigi, almeno non così frequentemente come ad esempio accadeva a Roma (sebbene in molti casi si sia trattato di eventi miracolosi di dubbia veridicità). Se nella città eterna venivano spesso registrati episodi di ritrovamenti miracolosi di immagini sacre a cui poi venivano dedicate delle edicole, a Napoli, questo fattore era quasi del tutto inesistente o poco rilevante.

### Gli ex voto
Nella città partenopea qualunque cittadino, ordine, associazione (religiosa e non) poteva innalzare un'edicola votiva, senza dare giustificazioni a chicchessia, né sottoponendosi al giudizio o all'esame del clero locale. A Napoli, tra i motivi che accomunano la costruzione di molte edicole sacre, vi sono senza dubbio quelli inerenti a grazie ricevute (con relative testimonianze epigrafiche, come del tipo: "Mi svegliai e il male era sparito") e quelli riguardanti suppliche.
Infine, la religiosità napoletana, caratterizzata dall'assenza di dogmi e capace di mescolare anche rituali magici a quelli religiosi, ha fatto sì che l'edicola votiva, soprattutto quella privata, mettesse in luce il rapporto di familiarità che il devoto ha creato con i suoi riferimenti sacri.
Oggi buona parte di queste strutture necessita di un restauro conservativo.

## Edicole sacre
Di seguito un piccolo elenco di edicole storiche (di piccole, medie e grandi dimensioni), locate in varie zona della città:

### Quartieri Spagnoli e Pizzofalcone
- Edicola della Madonna del Rosario.

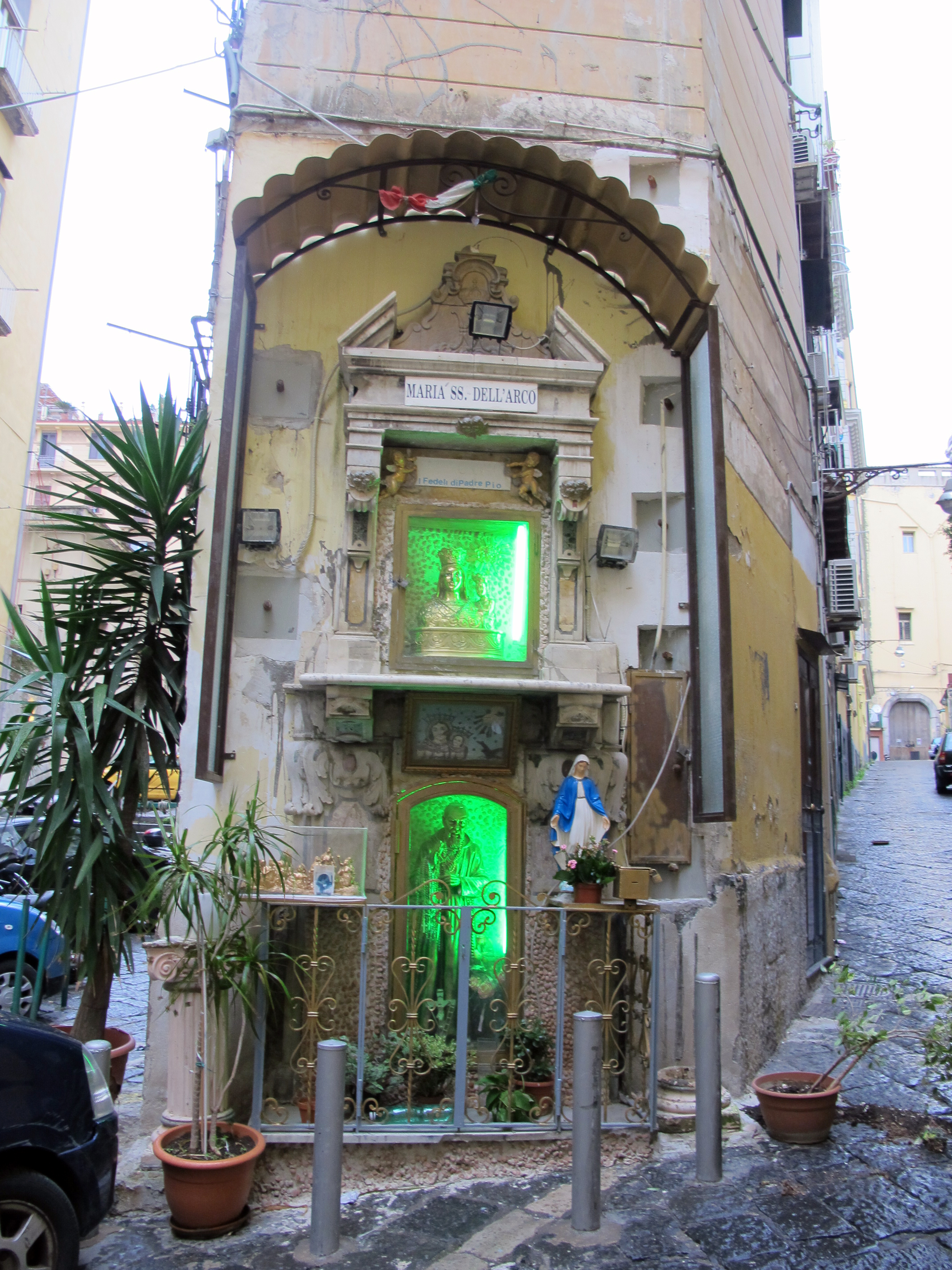
Edicola in vico delle fiorentine a Chiaia

L'edicola è posta in via Giovanni Nicotera, precisamente sul muro di contenimento del convento della chiesa di Santa Caterina da Siena; le suore furono, molto probabilmente, le committenti della struttura. Essa si presenta con metodo a sospensione e venne realizzata a cavallo tra il XVIII secolo e XIX secolo.
L'apparato è caratterizzato da una piccola composizione a tabernacolo che ripresenta, in forme rimpicciolite, la configurazione di un tempio sorretto da colonnine composite sormontate da un timpano semicircolare intarsiato. Al centro vi è la nicchia con un dipinto raffigurante la Madonna del Rosario risalente alla fondazione dell'edicola votiva. Tutta la struttura è in tufo e marmo.
- Edicola dell'Immacolata Concezione.

L'edicola è situata lungo una facciata di un palazzo risalente verso la fine del XVI secolo e situato in piazzetta Rosario di Palazzo. I probabili committenti furono i religiosi dell'arciconfraternita del Rosario che la realizzarono nel 1836 dopo un'epidemia di colera; venne in seguito restaurata nel 1884 dopo l'altra ondata di colera e infine nel 1923 dall'Associazione dell'Immacolata Concezione. Il metodo è a sospensione.
Si configura con la solita impostazione a tempietto, con forti influssi di architettura eclettica di stampo manierista, al centro, un affresco ottocentesco raffigurante l'Immacolata Concezione.
- Edicola di Santa Maria della Lettera.

L'edicola è situata sulla facciata di un palazzo realizzato verso la fine XVI secolo e situato in vico Gradini San Matteo. Fu voluta dalla congrega di Santa Maria della Lettera, che possedeva l'intera insula caratterizzata dalla loro sede centrale, ergo la Chiesa di Santa Maria della Lettera. L'edicola fu realizzata nei primi decenni del XVIII secolo e, probabilmente, fu poi alterata dopo il colera del 1884: con l'aggiunta della mensola.
Si presenta con le solite architetture barocche del settecento: la sua composizione è rettangolare e poggia su un basamento marmoreo che si collega alla struttura tramite voluminose volute, anch'esse di marmo intarsiato e policromo. La struttura è sostenuta da un timpano curvilineo con volute laterali. Al centro c'era l'affresco barocco dedicato a Santa Maria della Lettera, oggi scomparso.
- Edicola della Santissima Trinità delle Monache

L'edicola è situata lungo un muro in vico Santissima Trinità delle Monache e fu voluta dalle stesse monache del convento omonimo. Venne costruita nell'ultimo quarto del XVIII secolo con la tecnica a sospensione.
Riprende le forme di un tabernacolo affiancato da paraste e un timpano triangolare; mentre, le sue decorazioni sono di stampo floreale: l'intera opera è in pietra di Sorrento ed oggi versa in grave stato di degrado.

#### Alcune edicole storiche della zona dei Quartieri Spagnoli e di Pizzofalcone
Di seguito sono elencate alcune edicole storiche sconosciute, quasi del tutto assenti nella maggioranza della bibliografia napoletana. Tuttavia, alcune fonti hanno approfondito le conoscenze circa le tecniche di costruzione e, i materiali utilizzati, molto spesso, sono risultati utili per risalire alla loro epoca di fondazione: come nel caso di quelle spiegate precedentemente, soprattutto per le edicole di Pizzofalcone e nei Quartieri Spagnoli.
- Crocifisso in via San Nicola da Tolentino risalente al 1836;
- Madonna dell'Assunta alle rampe Brancaccio risalente alla seconda metà del XIX secolo;
- Madonna dell'Assunta in Via Parisi risalente al 1895;
- Madonna con Bambino in Piazzetta Trinità degli Spagnoli risalente alla fine del XVIII secolo;
- Crocifisso in Vico della Croce a Cariati risalente al 1836;
- Madonna con Bambino in Via Concordia risalente agli inizi del XIX secolo;
- Madonna Assunta in Vico Caricatoio risalente al 1836;
- Sant'Anna in Via Concezione a Montecalvario risalente al 1841;
- San Gennaro in Vico II Portacarrese a Montecalvario risalente al XX secolo;
- Madonna dell'Assunta in Vico Lungo Gelso risalente al 1836;
- Crocifisso in Vico Santissima Trinità risalente al 1901;
- Ecce Homo in Vico Paradiso risalente al 1836;
- Crocifisso in Via Ventaglieri risalente al 1836;
- Santissima Resurrezione in Vico II Montesanto risalente al 1840.

### Porto e dintorni
- Edicola di San Gabriele.

La struttura votiva è posta in vico Cangiani al Mercato. Fu realizzata nell'ottobre 1925 su commissione di Ferdinando de Crescenzo, come bene recita l'iscrizione.
L'edicola, attualmente, versa il grave stato di degrado ed è costituita da muratura e marmo ed è sospesa. La struttura è composta da due colonne corinzie ed è conclusa da un timpano semicircolare.
- Edicola della Madonna del Carmine.

L'edicola in oggetto è una delle più antiche presenti in città. Essa è sita in vico Cangiani al Mercato e fu voluta da padre Rocco nel 1767 a seguito di un'eruzione del Vesuvio, nel 1767; in seguito venne restaurata dai fedeli (1933).
L'edicola si sviluppa partendo dal suolo ed è preceduta da un cancello. L'opera architettonica è di gusto neoclassico, essendo formata da una struttura che riecheggia le strutture templari classiche con colonne doriche e timpano triangolare.
- Crocifisso.

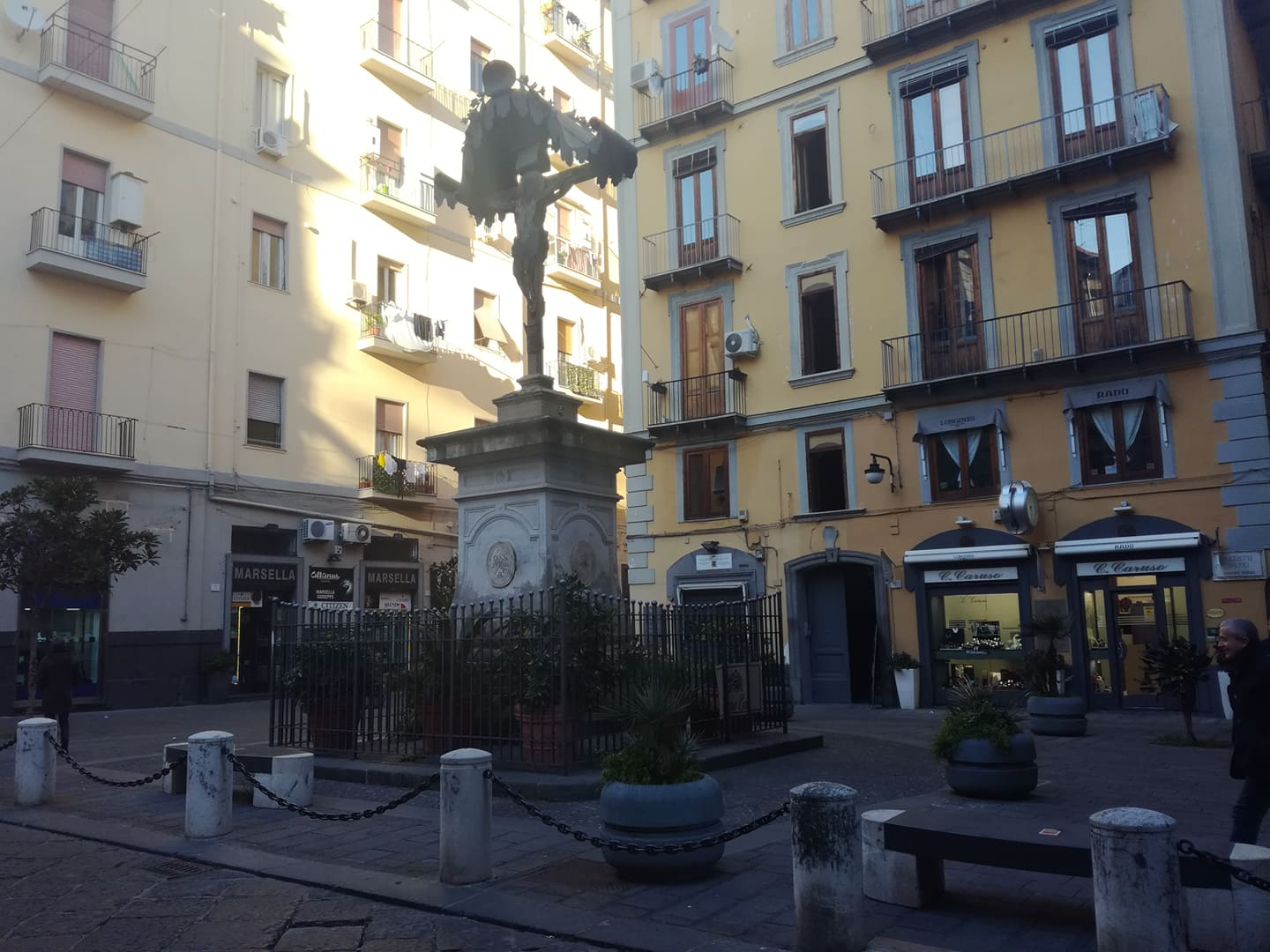
Crocifisso in piazzetta Orefici

Il Crocifisso, sito in piazzetta Orefici e di gusto neoclassico, fu realizzato dalla famiglia Di Roberto nel 1839 a seguito di un'epidemia di peste. Venne poi restaurata nel 1877 dagli eredi dei committenti.
Il Crocifisso è posto su un basamento in calcestruzzo armato dove sono rappresentati i simboli della passione di Cristo ed è coperto da una struttura in rame battuto.
- Edicole di San Gennaro e San Giovanni Nepomuceno.

Le due edicole, pressoché famose e poste specularmente sui lati opposti di via Ponte della Maddalena, furono realizzate nel XVIII secolo, a seguito di restauri riguardanti il ponte. Le due strutture furono progettate in marmo e piperno.
Le strutture si sviluppano fino a terra, presentando un elevato piedistallo dal quale di elevano le colonne in marmo bianco che incorniciano paraste; al di sopra di queste sono collocate un triglifo in piperno e una mensola in marmo. Le opere sono concluse da timpani di stampo michelangiolesco.

#### Alcune edicole storiche della zona del Porto
Nella zona portuale vi sono molte edicole risalenti al XX secolo, la cui maggioranza sono dedicate al culto della Madonna dell'Arco. Di seguito sono elencate le più antiche.
- Edicola di Sant'Antonio in vico Barre risalente al 1826;
- Edicola della Madonna del Rosario in vico Sant'Alessio risalente al 1899;
- Edicola della Madonna delle Grazie in via del Lavinaio al Mercato risalente al XIX secolo.

### Centro antico
- Via Sedile di Porto
- Quartieri Spagnoli

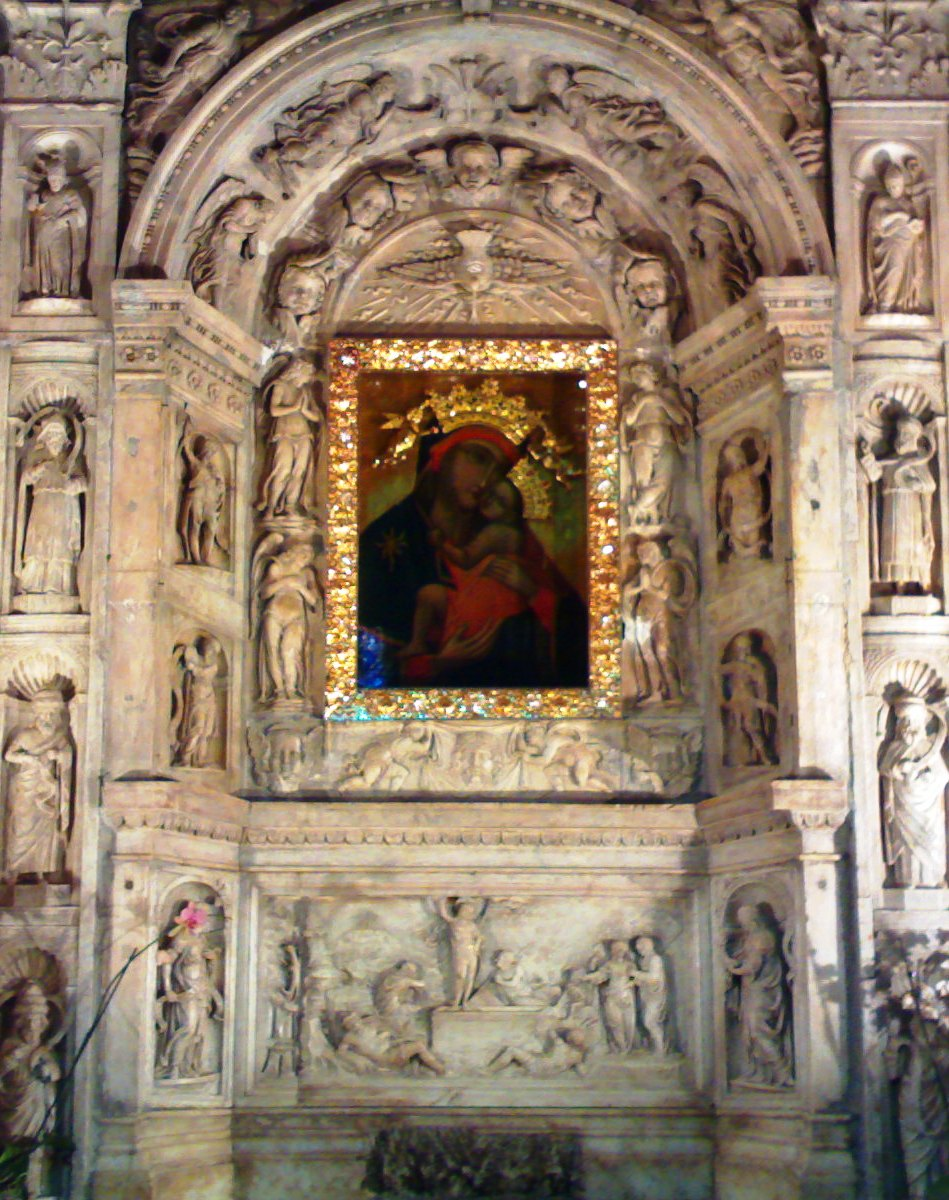
Edicola sacra della Vergine Bruna

- Santa Maria delle Grazie a Caponapoli
- Via Bosco di Capodimonte
- Rampe San Giovanni Maggiore
- Via Donnaromita
- Calata Santi Cosma e Damiano
- Via Atri
- Piazza Bellini
- Via Santa Chiara
- Via Limocello
- Via Paladino
- Via Enrico De Marinis
- Largo Donnaregina
- Via Il Foglie a Santa Chiara
- Via Salvator Rosa
- Vico Cinque Santi
- Via Tinellari
- Via Maria Longo
- Via Settembrini
- Via Cardinale Seripando
- Corso Amedeo di Savoia
- Via Santa Teresa
- Vico Secondo a Pontenuovo

## Altre immagini

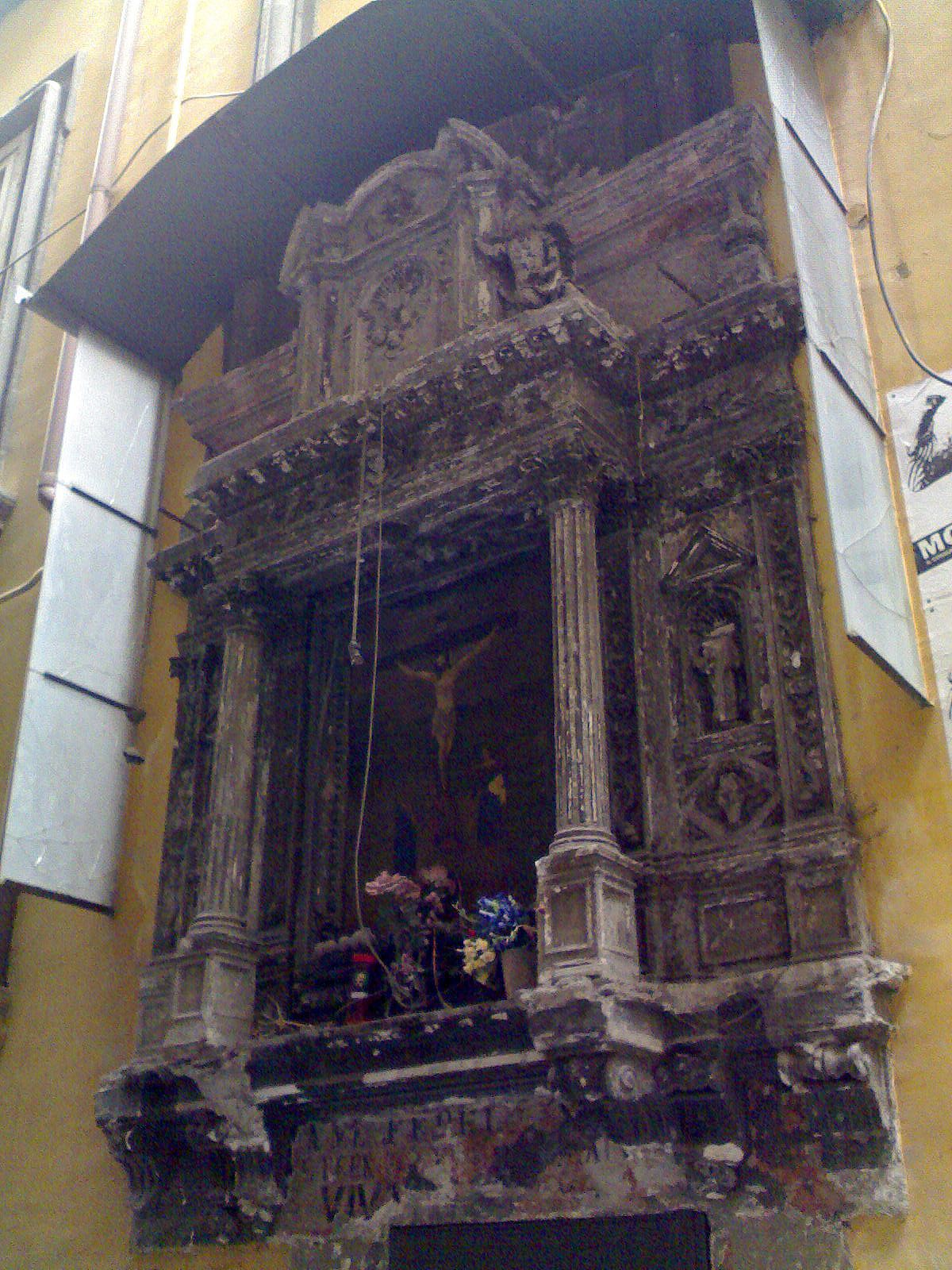
Edicola sacra di vico San Geronimo raffigurante Gesù in croce, risalente ai primi del XX secolo
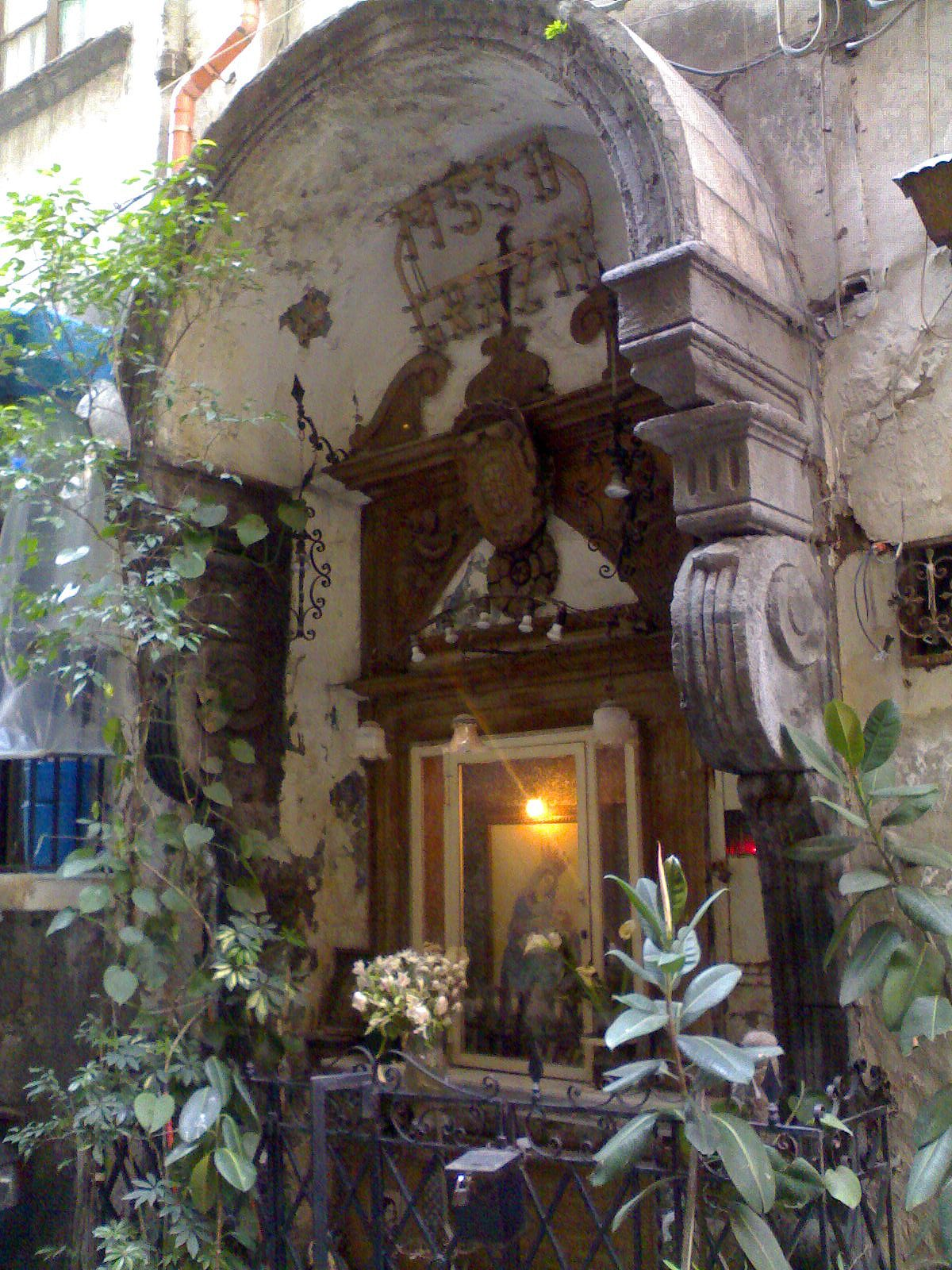
Altra tipologia di edicola sacra (affiancata da volute in piperno), presso via della Pace
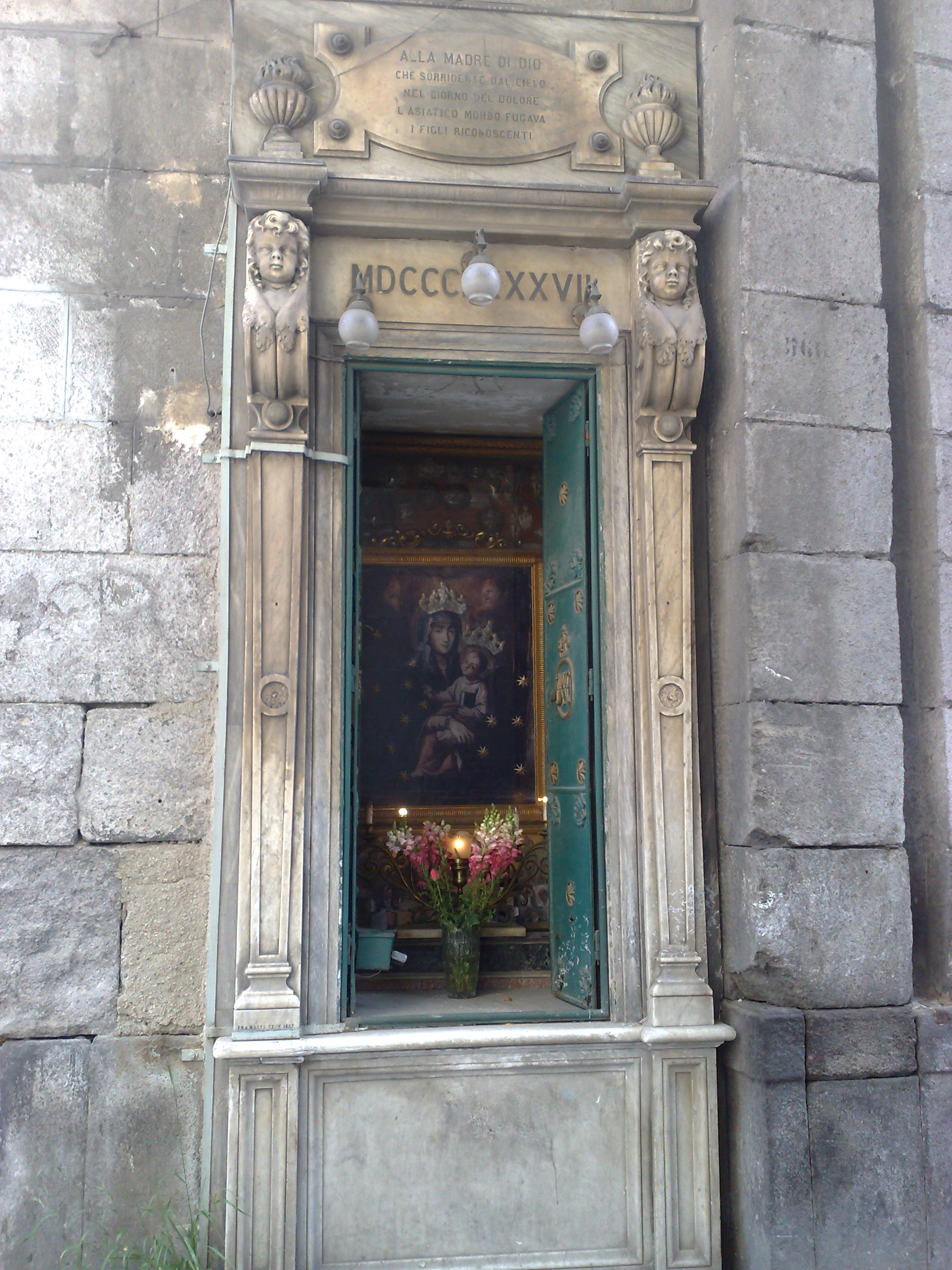
Edicola sacra posta dentro porta San Gennaro
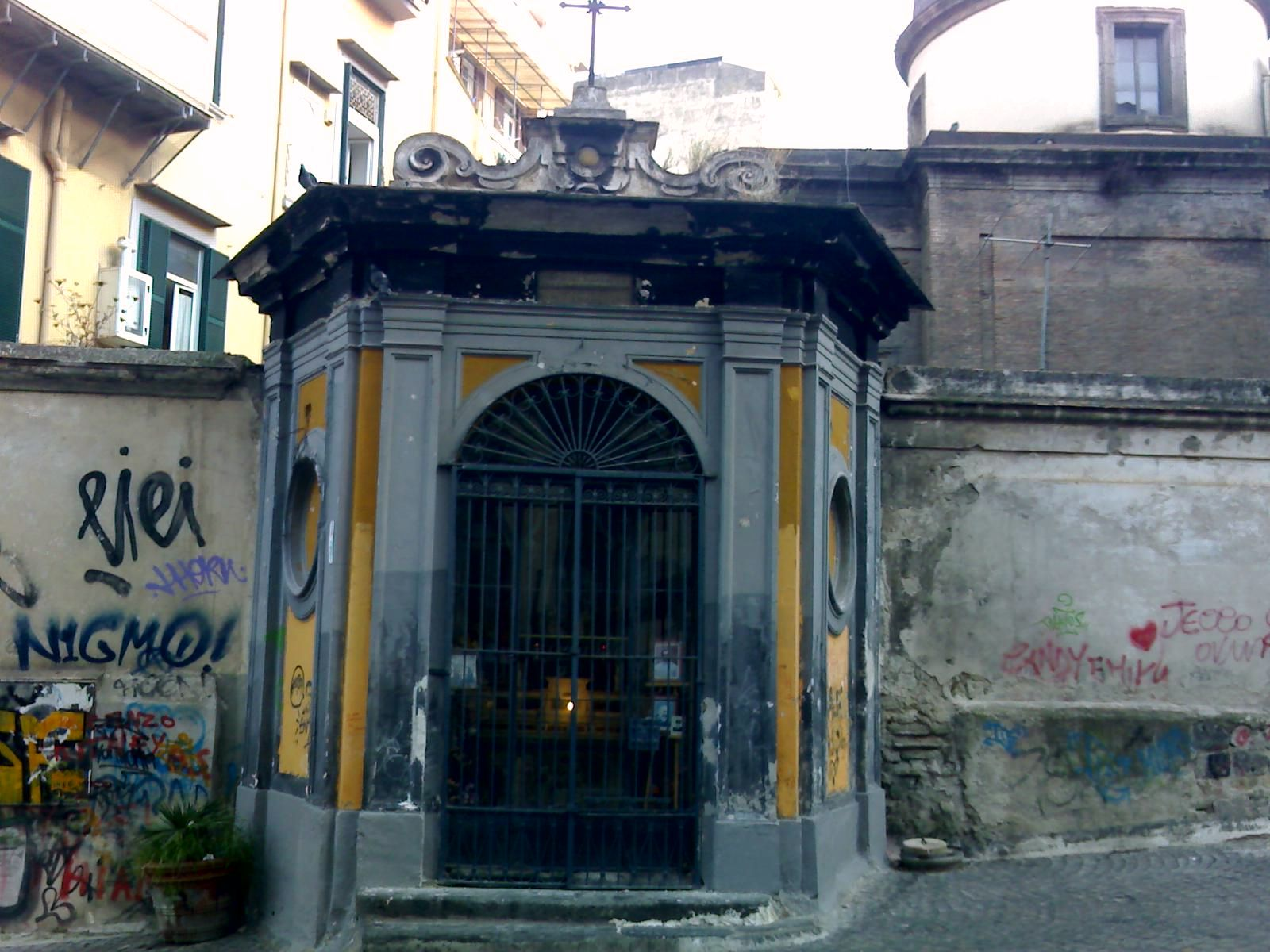
Edicola sacra in piazza Monteoliveto
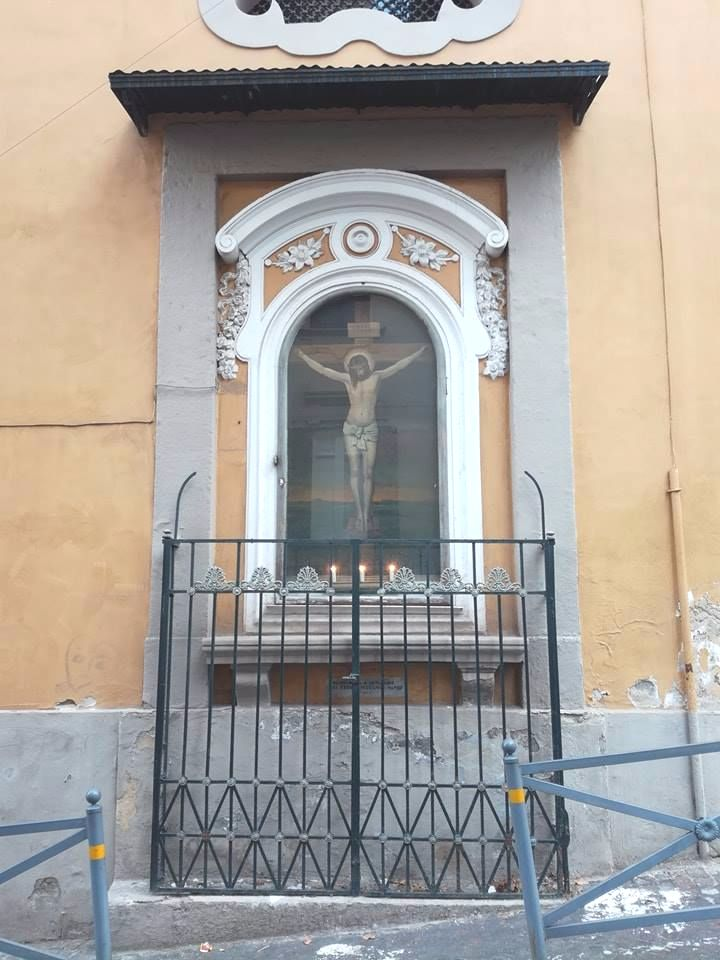
Edicola in via Arco Mirelli a Chiaia
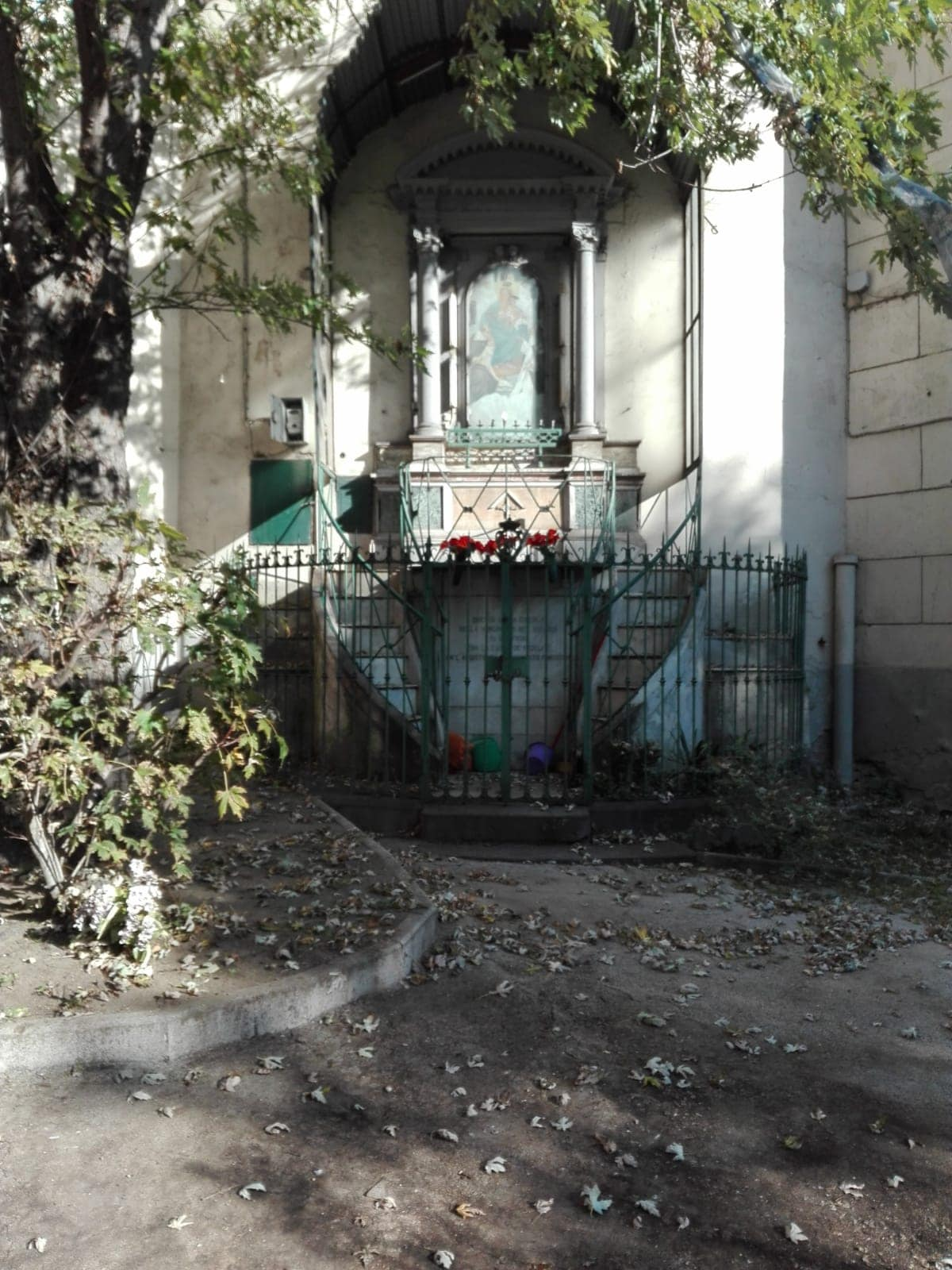
Edicola sacra in via San Carlo all'Arena
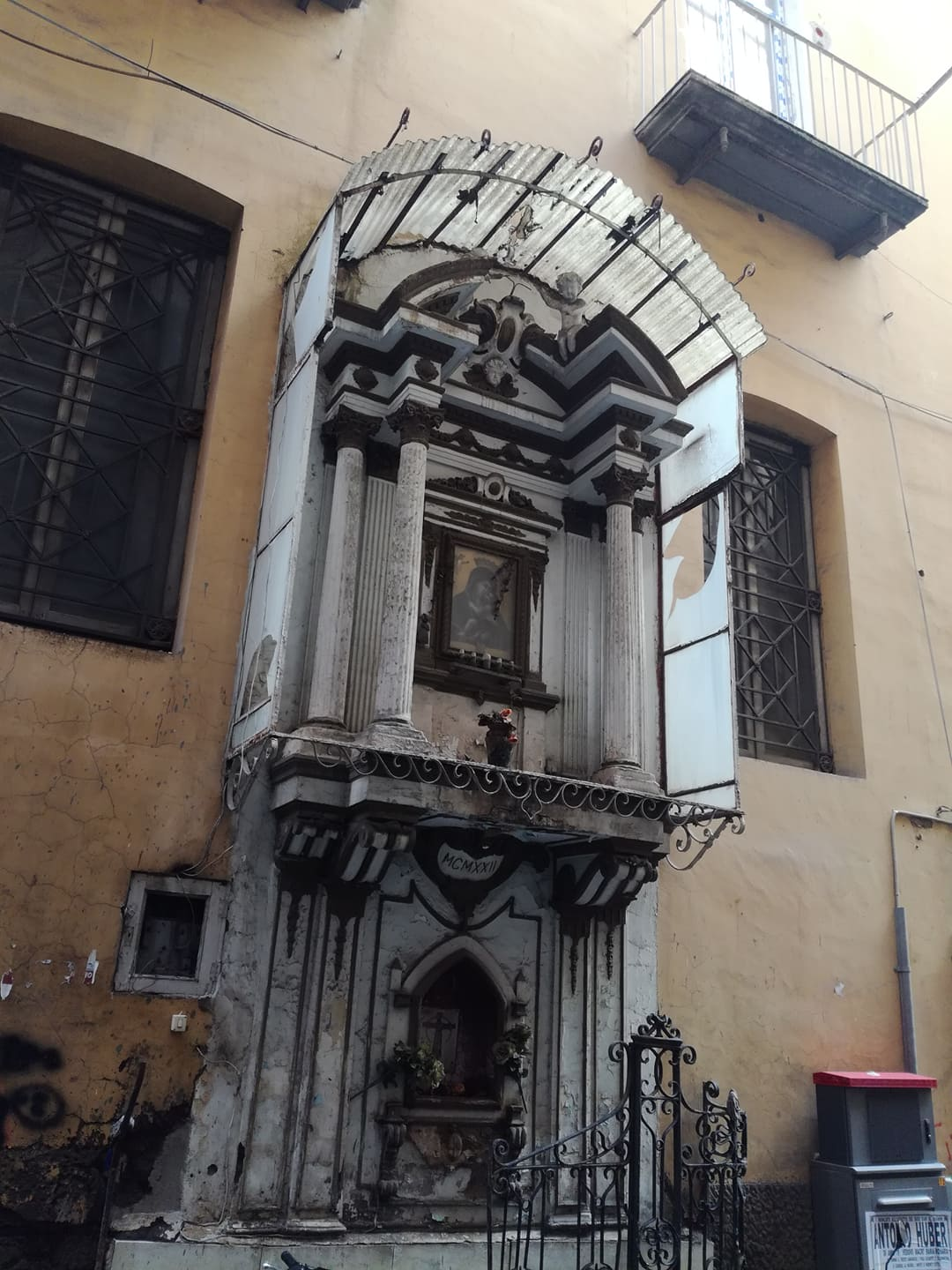
Edicola sacra in vico lungo San Matteo